# Martha Wash
Martha Elaine Wash, née le 23 décembre 1953, est une auteure-compositrice-interprète américaine.
Connue pour sa voix distinctive et puissante, Wash a d'abord acquis la gloire en tant que moitié du groupe à succès Two Tons O 'Fun, qui a chanté pour le chanteur de disco américain Sylvester. Après avoir obtenu leur propre contrat d'enregistrement, elles ont publié trois chansons à succès consécutives qui ont toutes atteintes la seconde place des charts dance. Le duo a été renommé The Weather Girls, en 1982, après la sortie du single certifié platine à de maintes reprises It's Raining Men, qui a attiré l'attention du groupe sur la pop. En duo, Two Tons et The Weather Girls ont sorti cinq albums et figuraient largement sur les albums de Sylvester.
Après la dissolution du duo en 1988, Wash réussit une transition réussie vers la house music en tant qu’artiste vedette de plusieurs chansons à succès. Son succès sur le palmarès Hot Dance Club Songs lui a valu le titre honorifique de The Queen of Clubland,, avec un total de douze chansons numéro un au classement à ce jour.
Wash est également connue pour avoir impulsé une loi dans les années 1990 qui rend obligatoires les accréditations vocales sur les CD et les vidéoclips. Cette évolution législative intervient à la suite du procès qu'elle mena après s'être vu refuser les crédits et redevances appropriés pour la chanson classé numéro un et certifiée platine Gonna Make You Sweat (Everybody Dance Now) pour avoir été considérée « impossible à vendre » en tant qu'artiste du fait de son poids. En décembre 2016, le magazine Billboard l'a classée au 58e rang des artistes de musique dance les plus titrés de tous les temps.

## Biographie

### Début de carrière
Martha Wash a commencé sa carrière musicale en tant que choriste pour Sylvester. Avec Izora Rhodes, elle était la moitié de Two Tons O 'Fun, plus tard renommée The Weather Girls. Leur contribution a largement contribué au caractère des premières parutions de Sylvester : leurs voix étaient souvent mélangées de sorte que Sylvester était en fait le chanteur de base et que les voix de Wash et de Rhodes étaient à l'avant-plan ; la piste Dance (Disco Heat) en est l'exemple le plus notable. Quand elles sont partis poursuivre leur carrière par eux-mêmes, elles ont connu le succès avec un certain nombre de morceaux orientés vers le disco, dont le point culminant est la sortie en 1982 de It's Raining Men, un succès mondial qui a culminé à la deuxième place du classement des singles britanniques , no 1 en Australie, no 1 sur l'Euro Hot 100, no 46 sur le Billboard Hot 100, no 34 sur le Hot R&B/Hip-Hop Songs et no 1 sur le Hot Dance Club Songs. Il a atteint le top dix dans de nombreux autres pays. It's Raining Men est encore régulièrement utilisé dans les clubs et les radios R&B, ce qui témoigne de son statut de classique de l'ère de la fin du disco et de la musique Hi-NRG. Les Weather Girls avaient des succès modérés moins connus avec Dear Santa (Bring Me a Man for Christmas) et No One Can Love You More Than Me en 1985.

### Carrière solo

#### 1990-1991: Black Box, C + C Music Factory et procès
Plus tard, après la dissolution des Weather Girls, Wash continua de prêter sa voix à divers morceaux de danse et de house music. Plusieurs d'entre eux sont devenus des grand succès de la pop, du R&B et de la musique dance. Elle a chanté dans trois des quatre titres américains du groupe Black Box, dont les plus populaires Everybody Everybody et Strike It Up, ainsi que I Don't Know Anybody Else (en), qui culmina à la place no 23 des charts aux États-Unis. Wash, cependant, ne figurait dans aucune des vidéos de musique ; Katrin Quinol, un mannequin français, faisant du playback sur enregistrements studios fait par Wash  Ces trois singles ont continué à être diffusés régulièrement dans les clubs et à la radio à la fin avril 2010. En outre, Wash a chanté sur des morceaux moins connus de Black Box, Fantasy, classé au cinquième rang au Royaume-Uni, Open Your Eyes et Hold On. Ces six chansons apparaissent sur l'album  Dreamland du groupe. Elle a aussi chanté en tant que chanteuse principale sans être créditée sur Seduction est You're My One and Only (True Love) et sur C+C Music Factory, Gonna Make You Sweat (Everybody Dance Now), qui a atteint la place no 1 sur le Billboard Hot 100 en 1991.
En réaction à son manque de crédit sur un certain nombre de chansons de dance à succès et à son exclusion des vidéoclips accompagnants, Wash a poursuivi le label Black Box RCA afin de recevoir l'accréditation et les droits appropriés en tant que chanteuse sur toutes ces chansons. Dans un règlement à l'amiable conclu en décembre 1990, Wash a reçu une indemnité financière, un contrat d'enregistrement de la part de RCA, ainsi qu'une garantie d'être dûment créditée pour son travail d'enregistrement. Wash a ensuite poursuivi en justice Clivillés et Cole, les producteurs de C + C Music Factory, ainsi que le label de disques C + C Sony pour « fraude, emballage trompeur et appropriation commerciale », avec 500 000 USD de dommages et intérêts ; toutes les parties sont parties en 1994,. À la suite du règlement, Sony a fait une demande sans précédent à MTV en demandant à faire ajouter une clause de non-responsabilité reconnaissant Wash pour le chant et Zelma Davis (qui faisait du playback sur la voix de Wash dans le clip officiel) pour la « visualisation » du clip du titre Gonna Make You Sweat.

#### 1992-1994:Martha Wash
En 1992, Wash a signé un contrat d'enregistrement avec RCA Records. En octobre 1992, Wash sort son single Carry On, numéro un du palmarès Dance du groupe Billboard. En février 1993, Wash sort son album éponyme, Martha Wash, qui atteint le numéro quarante-deux du palmarès des albums R & B de Billboard. En janvier 1993, le deuxième single Give It to You est sorti, qui devient sa sixième chanson numéro un du palmarès Dance. Le troisième single Runaround de l'album est sorti et a culminé au dixième rang du palmarès Dance.
En 1994, Wash a repris Mr. Big Stuff de Jean Knight pour la bande originale du film de Disney Les Petits Champions 2. Deux ans plus tard, en 1996, elle enregistre une reprise de I'm Still Standing de Elton John pour la bande originale du film The First Wives Club.

#### 1996-1999:La collection
Wash, avec la chanteuse américaine Jocelyn Brown et le producteur Todd Terry, a sorti un single Keep on Jumpin' en 1996. La chanson a culminé au numéro un sur le classement de musique dance. Ils ont ensuite publié 1997, qui a également culminé au premier rang du classement Dance. En janvier 1998, Wash a publié une compilation de ses plus grands succès, The Collection. Le single It's Raining Men...The Sequel, qui invite la célèbre drag queen RuPaul, culmine à la vingt-deuxième place du classement Dance. Le single suivant Catch the Light est devenu la dixième chanson numéro un de Wash sur le palmarès Dance. Le dernier single de l'album Come a culminé au quatrième rang du palmarès Dance. Wash figure également sur le single Ready for a New Day de Todd Terry, qui culmine au vingtième rang du classement Dance.

#### 2000-2012: Sortie de singles et Purple Rose Records
En 2000, Wash a sorti deux singles Listen to the People et une version ré-enregistrée de It's Raining Men. En 2005, elle a sorti un single de gospel You Lift Me Up, qui était la première chanson produite sur son propre label, Purple Rose Records. Wash s'est produit lors de la cérémonie d'ouverture des OutGames à Montréal en juillet 2006. Elle a également joué dans de nombreux événements de la Campagne des droits de l'homme aux États-Unis. En 2006, Wash a été invitée à l'émission GS I've Got a Secret (en) et interprété It's Raining Men pour le panel entièrement gay.
Le CD de compilation de DJ Tony Moran, The Event, contient un extrait de Martha intitulé Keep Your Body Working. Il s'est hissé au premier rang du palmarès Billboard 's Hot Dance Club Play pour la semaine se terminant le 22 décembre 2007. En 2007, Gay Pimpin' avec Jonny McGovern, un podcast sur les thématiques homosexuelles, a consacré un épisode à Wash qui leur a accordé à un long entretien téléphonique pour l'occasion. Elle collabore alors à nouveau avec Moran pour Free People, qui a également atteint le numéro du tableau des chansons du Dance Club en 2015.
En mars 2008, elle s'est produite à la Big Gay Day annuelle à Brisbane, en Australie. Elle a également joué au défilé de fierté de Chicago en juin 2008. En août 2009, elle s'est produite lors de la cérémonie d'ouverture de la série mondiale de la NAGAAA Gay Softball. En avril 2011, la chanson et le vidéoclip accompagnant la chanson I'm Got You ont été publiés. Le 1er octobre 2012, elle est apparue dans le Late Show avec David Letterman, célébrant le 30e anniversaire de la sortie de It's Raining Men.

#### 2013-2017:Something Good
En janvier 2013, Wash a publié son deuxième album studio Something Good. Le deuxième single de l'album It's My Time a été écrit par la chanteuse et compositrice suédoise Helena Johansson. En mars 2013, elle était l'invitée spéciale du chœur d'hommes gays de la ville de New York lors de leur production de printemps Big Gay Sing 6: Club Night Out. En 2014, le dernier single de l'album I'm Not Coming Down a culminé au deuxième rang du classement Dance. À l'été 2014, Wash s'est produit au World Pride à Toronto, au Canada.
En 2015, Wash a collaboré avec les chanteuses disco Evelyn « Champagne » King et Linda Clifford sur le single Show Some Love, qui a atteint la 6e place du Billboard Dance Charts et est sorti sur le label Purple Rose Records de Wash. Leur collaboration en tant que groupe a été appelé First Ladies of Disco  Un clip a été publié pour promouvoir le single avec une autre vidéo présentant un remix de John LePage et Brian Cua. En février 2014, Wash figurait sur la sixième piste de l'album Born Naked de RuPaul. La piste s'appelle Can I Get An Amen? et a été révélé après l'épisode de la saison 5 de Rupaul's Drag Race du même nom.
En décembre 2015, Wash a publié un single N2U, produit par Showtek et Eva Shaw sur Spinnin' Records.

#### 2018-présent: 10 minutes avec Martha Wash
En février 2018, Wash a collaboré avec le chanteur turque Serhat, en publiant un single contenant plusieurs versions de sa chanson pour l'Eurovision 2016, le titre I Didn't Know. En mars 2018, Wash a commencé une série Web sur YouTube intitulée 10 minutes avec Martha Wash.

### Vie privée
Wash n'a jamais été mariée et n'a pas d'enfants.

## Discographie

### Albums
- 1993 : Martha Wash
- 2013 : Something Good